# Чемпионат Владимирской области по футболу 2019
Чемпионат Владимирской области по футболу 2019 — чемпионат по футболу среди команд Владимирской области 2019 года.
Чемпионский титул во второй раз подряд (и второй раз в своей истории) завоевал клуб «Строитель» Купреево. Серебряные медали завоевал ФК ВНИИЗЖ Владимир, бронзовые — «Гвардеец» Ковров. По итогам сезона «Вольгарь» (Вольгинский) заняв последнее 12 место, выбыл в Первенство Владимирской области (группа 2), а занявший предпоследнее место «Труд» Собинка принял участие в стыковых матчах за право выступления в Чемпионате Владимирской области (группа 1) в сезоне 2020. Проиграв по сумме двух встреч серебряному призёру Первенства Владимирской области (группа 2) «Металлургу» из Кольчугино, «Труд» покинул сильнейший дивизион области.

### Схема
В турнире принимают участие 12 команд. Турнир проходит в два круга. За победу начисляется - 3 очка, за ничью - 1 очко, за поражение - 0 очков. В случае равенства очков у двух или более команд места в таблице чемпионата определяются:
1. по наибольшему количество побед во всех матчах;
2. по результатам игр между собой:
  1. число очков;
  2. разность забитых и пропущенных мячей;
  3. число забитых мячей;
3. по лучшей разности забитых и пропущенных мячей во всех матчах чемпионата;
4. по наибольшему числу мячей во всех играх, забитых на поле соперника;
5. в случае равенства всех этих показателей по жребию.[1]

## Клубы-участники
| №  | Название       | Населённый пункт | Район            | Место в предыдущем сезоне |
| -- | -------------- | ---------------- | ---------------- | ------------------------- |
| 1  | 5й-Октябрь     | Струнино         | Александровский  | 5                         |
| 2  | Вольгарь       | Вольгинский      | Петушинский      | 1 в ПВО-2*                |
| 3  | ФК ВНИИЗЖ      | Владимир         |                  |                           |
| 4  | Гвардеец       | Ковров           |                  | 7                         |
| 5  | Грань          | Гусь-Хрустальный |                  | 6                         |
| 6  | Луч-Атлет      | Вязники          | Вязниковский     | 9                         |
| 7  | Муром-Авангард | Муром            |                  | 4                         |
| 8  | Пищевик        | Новлянка         | Селивановский    | 2 в ПВО-2                 |
| 9  | Строитель      | Купреево         | Гусь-Хрустальный |                           |
| 10 | Труд           | Собинка          | Собинский        | 10                        |
| 11 | Эвис           | Иванищи          | Гусь-Хрустальный | 3 в ПВО-2                 |
| 12 | Ютекс          | Камешково        | Камешковский     | 8                         |

* ПВО-2 - Первенство Владимирской области (группа 2) - второй дивизион в системе лиг Владимирской областной федерации футбола.
Легенда карты - численность населения в населённых пунктах представленных командами в чемпионате:
 менее 10 000 чел.
 от 10 000 до 20 000 чел.
 от 20 000 до 100 000 чел.

## Итоговая таблица
| М  | Команда                | И  | В  | Н | П  | Мячи    | ±   | О  | Примечания                                 |
| -- | ---------------------- | -- | -- | - | -- | ------- | --- | -- | ------------------------------------------ |
|    | Строитель Купреево     | 22 | 18 | 3 | 1  | 88 − 22 | +66 | 57 |                                            |
|    | ФК ВНИИЗЖ Владимир     | 22 | 16 | 3 | 3  | 56 − 15 | +41 | 51 |                                            |
|    | Гвардеец Ковров        | 22 | 15 | 3 | 4  | 66 − 33 | +33 | 48 |                                            |
| 4  | Грань Гусь-Хрустальный | 22 | 13 | 1 | 8  | 51 − 29 | +22 | 40 |                                            |
| 5  | Пищевик Новлянка       | 22 | 10 | 3 | 9  | 47 − 39 | +8  | 33 |                                            |
| 6  | Ютекс Камешково        | 22 | 9  | 5 | 8  | 52 − 45 | +7  | 32 |                                            |
| 7  | 5й-Октябрь Струнино    | 22 | 8  | 4 | 10 | 56 − 60 | −4  | 28 |                                            |
| 8  | Эвис Иванищи           | 22 | 5  | 6 | 11 | 41 − 72 | −31 | 21 |                                            |
| 9  | Муром-Авангард Муром   | 22 | 5  | 5 | 12 | 36 − 65 | −29 | 20 |                                            |
| 10 | Луч-Атлет Вязники      | 22 | 5  | 2 | 15 | 34 − 63 | −29 | 17 |                                            |
| 11 | Труд Собинка           | 22 | 4  | 5 | 13 | 25 − 50 | −25 | 17 | Вылет в ПВО-2* (по итогам стыковых матчей) |
| 12 | Вольгарь Вольгинский   | 22 | 4  | 0 | 18 | 24 − 83 | −59 | 12 | Вылет в ПВО-2                              |

И — игры, В — выигрыши, Н — ничьи, П — проигрыши, Мячи — забитые и пропущенные голы, ± — разница голов, О — очки

* ПВО-2 - Первенство Владимирской области (группа 2) - второй дивизион в системе лиг Владимирской областной федерации футбола.

## Результаты матчей
| Хозяева ↓ / Гости → | СТР | ВНИ | ГВА | ГРА | ПИЩ | ЮТЕ | 5ОК | ЭВИ | МУР | ЛУЧ | ТРУ | ВОЛ  |
| ------------------- | --- | --- | --- | --- | --- | --- | --- | --- | --- | --- | --- | ---- |
| Строитель           | —   | 0:2 | 1:1 | 3:2 | 3:1 | 4:0 | 6:0 | 6:1 | 3:0 | 3:0 | 7:0 | 9:1  |
| ФК ВНИИЗЖ           | 0:0 | —   | 2:3 | 0:0 | 5:1 | 6:0 | 1:0 | 3:0 | 5:0 | 7:0 | 2:0 | 3:0  |
| Гвардеец            | 1:7 | 2:1 | —   | 3:0 | 3:2 | 5:2 | 7:3 | 8:1 | 3:0 | 5:0 | 4:0 | 3:0  |
| Грань               | 1:2 | 0:2 | 3:2 | —   | 0:2 | 2:1 | 4:3 | 4:0 | 8:0 | 3:0 | 0:2 | 8:0  |
| Пищевик             | 1:2 | 1:2 | 2:2 | 0:1 | —   | 2:1 | 4:1 | 0:0 | 2:0 | 5:0 | 6:3 | 2:0  |
| Ютекс               | 2:2 | 2:2 | 0:2 | 4:2 | 3:0 | —   | 2:4 | 6:0 | 3:2 | 6:2 | 1:0 | 3:0  |
| 5й-Октябрь          | 2:9 | 1:2 | 1:0 | 0:1 | 4:2 | 2:2 | —   | 7:3 | 8:4 | 1:1 | 2:2 | 10:4 |
| Эвис                | 2:3 | 3:2 | 3:3 | 2:3 | 4:5 | 1:6 | 2:1 | —   | 3:3 | 2:0 | 1:1 | 3:1  |
| Муром-Авангард      | 1:4 | 1:2 | 0:3 | 1:0 | 2:2 | 4:2 | 2:2 | 2:2 | —   | 3:1 | 4:1 | 4:0  |
| Луч-Атлет           | 1:4 | 1:3 | 1:2 | 0:5 | 0:2 | 2:2 | 1:3 | 2:1 | 7:2 | —   | 1:0 | 8:0  |
| Труд                | 1:3 | 0:2 | 2:3 | 1:2 | 1:5 | 0:0 | 1:0 | 3:3 | 1:1 | 2:1 | —   | 3:0  |
| Вольгарь            | 2:7 | 0:2 | 2:1 | 1:2 | 2:0 | 1:4 | 0:1 | 3:4 | 3:0 | 2:5 | 2:1 | —    |

 Победа хозяев поля •  Ничья •  Победа гостей

## Стыковые матчи
По окончании сезона прошли стыковые матчи между командой «Труд» Собинка занявшей 11-е — предпоследнее место в Чемпионате Владимирской области (группа 1) и командой «Металлург» Кольчугино — занявшей второе место в Первенстве Владимирской области (группа 2) за право начать сезон 2020 года в элитном областном дивизионе. Победителем противостояния стал «Металлург» Кольчугино заработавший повышение в классе.
Первый матч
| 26 октября 2019 | \| Труд (Собинка) \| 2 : 2 \| Металлург (Кольчугино) \| |                        |
| Труд (Собинка)  | 2 : 2                                                   | Металлург (Кольчугино) |

Ответный матч
| 27 октября 2019        | \| Металлург (Кольчугино) \| 1 : 0 \| Труд (Собинка) \| |                |
| Металлург (Кольчугино) | 1 : 0                                                   | Труд (Собинка) |

## Лауреаты сезона
По итогам сезона Владимирской областной федерацией футбола лучшими в своих амплуа были признаны:
Лучший вратарь: Дмитрий Горбов («Грань» Гусь-Хрустальный)
Лучший защитник: Александр Туршаков («ВНИИЗЖ» Владимир)
Лучший полузащитник: Берик Тевосян («Строитель» Купреево)
Лучший нападающий: Александр Ерохин («Гвардеец» Ковров)
Лучший бомбардир: Алексей Царёв («Строитель» Купреево)
Лучший игрок: Алексей Филатов («Строитель» Купреево)
Лучший тренер: Иван Круглов («Строитель» Купреево)